# Eupithecia subfasciata
Eupithecia subfasciata är en fjärilsart som beskrevs av Stephens 1831. Eupithecia subfasciata ingår i släktet Eupithecia och familjen mätare. Inga underarter finns listade i Catalogue of Life.